# شهرستان خاش
شهرستان خاش یکی از شهرستان‌های استان سیستان و بلوچستان در ایران است. این شهرستان در محدوده سرحد بلوچستان و مرکز این شهرستان، شهر خاش است.

## موقعیت جغرافیایی
شهرستان خاش از شمال با شهرستان میرجاوه، از غرب با شهرستان تفتان، از جنوب غربی با شهرستانهای ایرانشهر و مهرستان، از جنوب با شهرستان سیب و سوران و از جنوب شرقی با شهرستانهای سراوان و گلشن همسایه است.

## پیشینه نام
واش نام قدیمی این شهرستان است که در سال ۱۳۰۸ توسط رضاشاه به خاش تغییر یافت. واش کلمه ای به زبان بلوچی و به معنی وش، شیرین و خوش است. دهخدا در لغت نامه اش دربارهٔ معنی خاش می‌نویسد: خاش: خوش آب و هوا.

## تقسیمات کشوری
شهرستان خاش دارای ۳ بخش، ۸ دهستان و ۳ شهر به شرح زیر است:

### شهرستان خاش
| نام بخش  | مرکز بخش | جمعیت بخش ۱۳۹۵ | نام دهستان  | مرکز دهستان | جمعیت دهستان ۱۳۹۵ | شهر                | جمعیت شهر ۱۳۹۵       |
| -------- | -------- | -------------- | ----------- | ----------- | ----------------- | ------------------ | -------------------- |
| مرکزی    | خاش      | ۱۰۱٬۴۹۸ نفر    | کوه سفید    | بیت‌آباد     | ۱۳٬۷۷۳ نفر        | خاش اسماعیل‌آباد    | ۵۶٬۵۸۴ نفر ۴٬۸۶۸ نفر |
| مرکزی    | خاش      | ۱۰۱٬۴۹۸ نفر    | اسماعیل‌آباد | عباس‌آباد    | ۱۲٬۷۰۹ نفر        | خاش اسماعیل‌آباد    | ۵۶٬۵۸۴ نفر ۴٬۸۶۸ نفر |
| مرکزی    | خاش      | ۱۰۱٬۴۹۸ نفر    | کارواندر    | کارواندر    | ۷٬۱۵۳ نفر         | خاش اسماعیل‌آباد    | ۵۶٬۵۸۴ نفر ۴٬۸۶۸ نفر |
| مرکزی    | خاش      | ۱۰۱٬۴۹۸ نفر    | سنگان       | سنگان       | ۶٬۴۱۱ نفر         | خاش اسماعیل‌آباد    | ۵۶٬۵۸۴ نفر ۴٬۸۶۸ نفر |
| پشتکوه   | گورچان   | ۱۳٬۵۸۷ نفر     | بیلری       | بیلری       | ۷٬۶۵۴ نفر         | ****************** | ******************   |
| پشتکوه   | گورچان   | ۱۳٬۵۸۷ نفر     | پشتکوه      | افضل‌آباد    | ۵٬۹۳۳ نفر         | ****************** | ******************   |
| ایرندگان | ده رئیس  | ۱۳٬۳۲۳ نفر     | کهنوک       | ده رئیس     | ۸٬۵۰۲ نفر         | ده رئیس            | ۷۶۵ نفر              |
| ایرندگان | ده رئیس  | ۱۳٬۳۲۳ نفر     | ایرندگان    | قلعه پایین  | ۴٬۰۵۶ نفر         | ده رئیس            | ۷۶۵ نفر              |

## عوارض طبیعی
ارتفاعات، رودخانه‌ها، قنات‌ها، چاه‌های آب، چشمه‌ها (اعم از فصلی و غیر فصلی) و کوه تفتان، از نظر تقسیم‌بندی حوزه‌ای آبریز ایران، شهرستان خاش را به ۵ محدوده مطالعاتی تقسیم کرده که قسمت‌هایی از ۳ حوزه آبریز اصلی یعنی حوزه‌های کویر لوت، جازموریان و ماشکید (ماشکیل) را در بر می‌گیرد. این محدوده‌ها عبارت‌اند از:
- دشت‌های خاش و پشتکوه از حوزه ماشکید
- دشتهای گوهرکوه و آب‌خوان از حوزه آبریز کویر لوت
- محدوده‌های ایرندگان و کارواندر از حوزه آبریز جازموریان

در این شهرستان تقریباً تمام بهره‌برداری آب توسط منابع آب زیرزمینی صورت می‌گیرد و رودخانه‌های منطقه عموماً فصلی می‌باشند.

## آب و هوا
خاش به سبب ارتفاع بلند از سطح دریا از آب و هوای مطلوب تری نسبت به سایر نقاط استان سیستان و بلوچستان برخوردار است.
به‌طور کلی شهرستان خاش دارای آب و هوای گرم و خشک می‌باشد.
میانگین بارش سالانه در این شهرستان حدود ۱۰ میلی‌متر و دمای آن در زمستان‌های سرد به ۱۰ درجه زیر صفر می‌رسد اما به‌طور عادی سردترین روزهای سال در خاش ۵ درجه زیر صفر و گرمترین روزهای تابستان دمای ۴۰ درجه سانتی گراد است.

## پیشینه تاریخی
خاش امروزی در نزدیکی شهر قدیمی خاش قرار دارد که تاریخ پیدایش آن به پیش از حکومت نادرشاه می‌رسد. این شهر تا قبل از نادرشاه به علت ناامنی چندان اعتباری نداشت اما نادر شاه ضمن سرکوبی راهزنان، این منطقه را امن کرد و بعدها قلعه‌هایی ساخته‌شد و بدین‌ترتیب خاش رو به توسعه و آبادانی گذاشت و از شکل یک روستا خارج شد و آرام‌آرام سیمای شهر به خود گرفت.

## جمعه خونین خاش
جمعه خونین خاش به درگیری‌های ۱۳ آبان ۱۴۰۱ بین مردم معترض خاش و نیروی انتظامی جمهوری اسلامی ایران در میانهٔ خیزش سراسری ایران گفته می‌شود. مولوی عبدالحمید، امام جمعه زاهدان، در بیانیه‌ای اعلام کرد در این حادثه دست‌کم ۱۸ نفر کشته و ده‌ها نفر دیگر زخمی شدند. عفو بین‌الملل در گزارشی شمار کشته‌شدگان را ۱۸ نفر در یک روز اعلام کرد که نیروهای امنیتی در سرکوب مردم از «گلوله‌های جنگی مرگبار» استفاده کرده‌است.

## مردم‌شناسی
مردم شهرستان خاش بلوچ و به زبان‌ بلوچی (سرحدی و مکرانی) تکلم می‌کنند و مذهب آنها نیز اهل سنت است.

## جمعیت
براساس سرشماری عمومی نفوس و مسکن در سال ۱۳۹۵، جمعیت شهرستان خاش برابر با ۱۲۸٬۴۰۸ نفر بوده‌است.

## گردشگری
کوه بیرک واقع در ایرندگان، مسجد جامع، سرو کهنسال سنگان، قلعه ایرندگان، قلعه حیدرآباد، قلعه روستای ناصری، قلعه کمال‌آباد، قلعه عباس‌آباد، رودخانه ایرندگان، رودخانه کارواندر، رودخانه مرنتاک، غار گواتامک ایرندگان، غار صداکی ایرندگان، تنگه سک ایرندگان،
بازارچه سرپوشیده، مناره مسجد جامع روستای تاریخی کولکو کوه تفتان، روستای روپس، هفتاد ملا، کوه شاه خفته
و…

## آداب رسوم
زندگی قوم بلوچ آمیخته از عقاید و باورهایی است که رشته در سنتی دیرین دارند. کمتر می‌توان دید مراسم یا آئینی با موسیقی بلوچی همراه نباشد. در موسیقی محلی آوازهایی مانند نازینک در مراسم عروسی و آواز نعت که مدح رسول مکرم اسلام استفاده قرار می‌گیرد. برخی از این مراسم‌ها و آئین‌ها عبارتند از:
- لیکو و زهیروک: آوازهایی هستند که در مرگ یا فراق بستگان خوانده می‌شود. زهیروک در بدو امر توسط زنان در حین کارهای روزمره خوانده می‌شود. امروزه لیکو و زهیروک (مودگ/موتک) توسط مردان و به همراهی قیچک (سرود/سروز) اجرا می‌شود.
- شعر: عبارت است از آوازی که مضمون آنرا داستانهای حماسی، عشقی، وقایع تاریخی، و پند و اندرز در ادبیات بلوچی تشکیل می‌دهد. همانند درگیری قوم بلوچ با قشون انگلیس، جیندخان و داستان میرقنبر و چاکر و گوهرام.
در شهرستان خاش، لباس مردان لباس بلوچی هست که متشکل از پیراهن دراز و یقه باز، شلوار گشاد، دستار (لنگ) و جلیقه (باسکت)، و بعضاً کلاه است لباس زنان هم پیراهن بلندی است که با سوزندوزی در قسمت‌های سرآستین، جیب (گپتان)، دم پا و سرسینه تزئین شده‌است.

## صنایع دستی
- سوزن‌دوزی بلوچی
- سکه‌دوزی بلوچی
- آیینه‌دوزی بلوچی
- گلیم‌بافی بلوچی
- پتش‌بافی بلوچی
- حصیربافی بلوچی
- سیاه‌چادربافی بلوچی

## خوراک
قوت غالب شهرستان غذاهای متکی بر نان بوده و غذاهای بومی و محلی شهرستان نظیر تنورچه، خورشت اناردانه، کشک محلی، گندم شیر، سبزک، ترشک، راپنگ، مالیدگ، گوین و … با چاشنی‌هایی نظیر آچار، رب انار و انار دانه زبانزد عام و خاص است. بطوریکه شهرستان خاش را با غذاهای موصوف می‌شناسند. غذاهای محلی شهرستان خاش همواره در جشنواره محلی و استانی تهیه و به نمایش گذاشته می‌شوند.

## صنعت و معدن
بزرگترین معادن در اطراف شهر خاش قرار دارد معادن طلای کوه تفتان که بیشترین ذخایر با بیش از ۴۸هزار تن ذخایر طلا را در خود جای داده است.
و جوانان محلی زیادی در آنجا مشغول به کار هستند زیر نظر شرکت توسعه معادن پارس تامین(شستا)

تعداد صنایع موجود شهرستان خاش، ۳۱ واحد می‌باشد.
در سال ۱۳۸۲ تعداد ۳ کارگاه فعال، مسئولیت استخراج معادن را به عهده داشته که عمده‌ترین معادن موجود در سطح این شهرستان عبارت‌اند از: آهک، مارن پوزولان، سنگ لاشه معادن ساختمانی، تالک، کرومیت، مس، آهن و…؛
سهم شهرستان از کارگاه‌های معدنی فعال استان ۲۰٪ می‌باشد که از این حیث در رتبه اوّل استان سیستان و بلوچستان قرار دارد.
میزان تولیدات اسمی سالانه گروه معدنی غیر فلزی ۵۰/۰۰۰ تن می‌باشد که ۴۱/۲٪ تولیدات معدنی کل استان را به خود اختصاص داده و از این حیث، در رتبه اوّل استان سیستان و بلوچستان قرار دارد.
همچنین شرکت سیمان خاش یکی از بنیادی‌ترین شرکت‌های سیمانی کشور در این شهر قرار دارد